# Lista universităților din Polonia

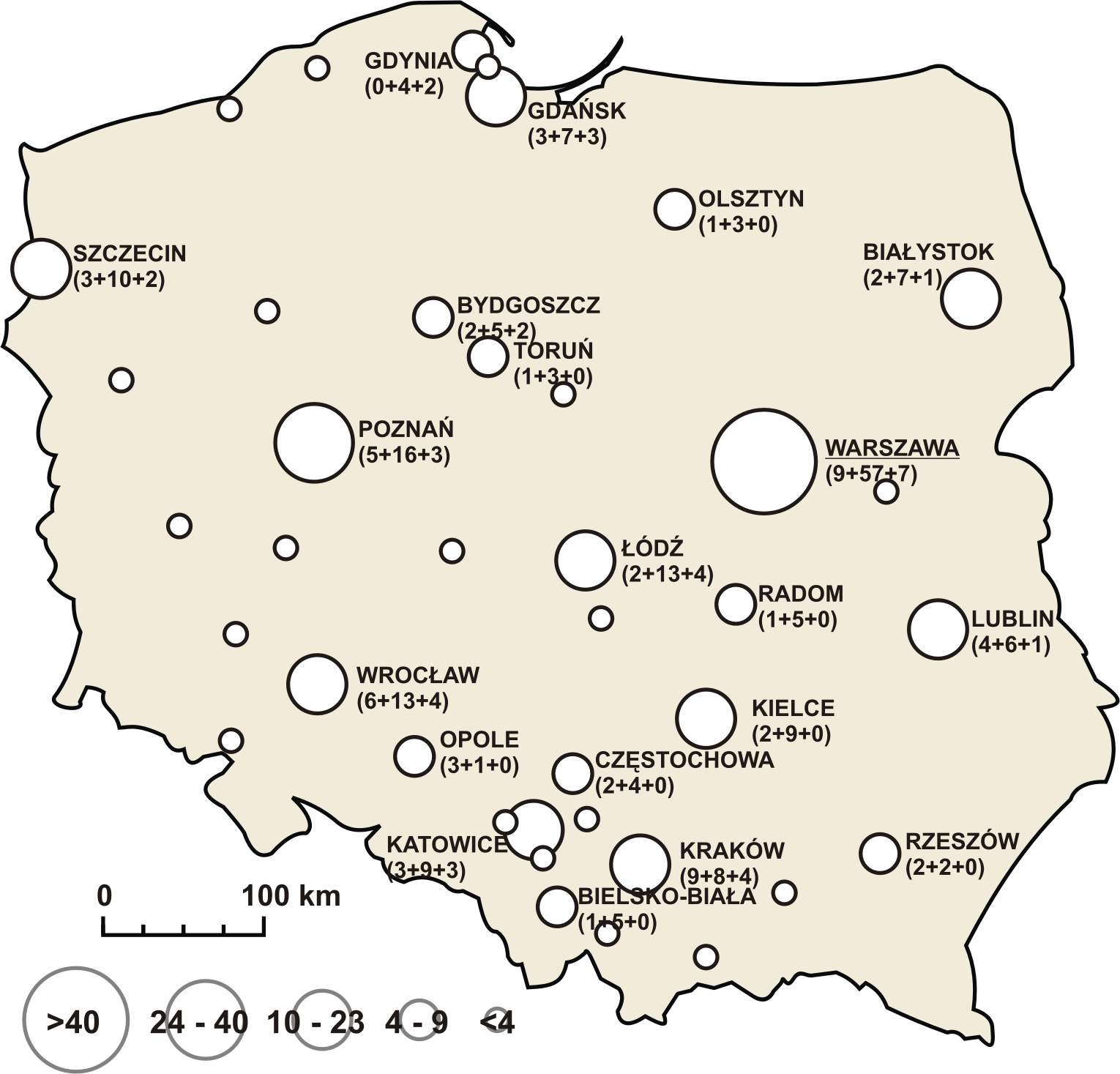
Densitatea instituţiiilor de învăţământ superior în Polonia

Aceasta este o listă selectată a universităților din Polonia. 
În Polonia sunt în jur de 500 de universități și colegii pentru studii superioare, dintre care 131 de stat și 326 private,cu aproape 3 milioane de studenți înscriși în 2010.
Conform hotărârii parlamentului polonez din 18 martie 2011 universitățile sunt divizate în categorii în funcție de statusul lor legal și nivelul de autorizație.
Există 40 de universități publice și două private considerate clasice care oferă posibilitate de a obține doctoratul în cel puțin zece domenii.
Celelalte universități sunt specializate după profil și numele lor de obicei reflectă profilul lor, ca de exemplu universitate politehnică, de medicină etc.

## Universități clasice
| Numele universității în limba română (și Poloneză)                                                  | Locația      | Fondată |
| --------------------------------------------------------------------------------------------------- | ------------ | ------- |
| Universitatea din Białystok (Uniwersytet w Białymstoku)                                             | Białystok    | 1997    |
| Universitatea Cazimir cel Mare (Uniwersytet Kazimierza Wielkiego w Bydgoszczy, UKW)                 | Bydgoszcz    | 1969    |
| Universitatea din Gdańsk (Uniwersytet Gdański, UG)                                                  | Gdańsk       | 1970    |
| Universitatea Jagiellonă (Uniwersytet Jagielloński, UJ)                                             | Kraków       | 1364    |
| Universitatea Catolică Papa Ioan Paul al II-lea (Katolicki Uniwersytet Lubelski Jana Pawła II, KUL) | Lublin       | 1918    |
| Universitatea Maria Curie-Skłodowska (Uniwersytet Marii Curie-Skłodowskiej, UMCS)                   | Lublin       | 1944    |
| Universitatea din Łódź (Uniwersytet Łódzki, UŁ)                                                     | Łódź         | 1945    |
| Universitatea din Warmia și Mazury (Uniwersytet Warmińsko-Mazurski w Olsztynie, UWM)                | Olsztyn      | 1999    |
| Universitatea din Opole (Uniwersytet Opolski, UO)                                                   | Opole        | 1994    |
| Universitatea Adam Mickiewicz (Uniwersytet Adama Mickiewicza w Poznaniu, UAM)                       | Poznań       | 1919    |
| Universitatea din Rzeszów (Uniwersytet Rzeszowski, UR)                                              | Rzeszów      | 2001    |
| Universitatea din Silezia (Uniwersytet Śląski, UŚ)                                                  | Katowice     | 1968    |
| Universitatea din Szczecin (Uniwersytet Szczeciński, US)                                            | Szczecin     | 1945    |
| Universitatea Nicolaus Copernicus (Uniwersytet Mikołaja Kopernika w Toruniu, UMK)                   | Toruń        | 1945    |
| Universitatea din Varșovia (Uniwersytet Warszawski, UW)                                             | Varșovia     | 1816    |
| Universitatea Cardinal Stefan Wyszyński (Uniwersytet Stefana Wyszyńskiego, UKSW)                    | Varșovia     | 1954    |
| Universitatea din Wrocław (Uniwersytet Wrocławski, UWr)                                             | Wrocław      | 1702    |
| Universitatea din Zielona Góra (Uniwersytet Zielonogórski, UZ)                                      | Zielona Góra | 2001    |

|                                                                      |
| Rectoratul Universității din Varșovia la Palatul Kazimierz, Varșovia |

|                                                                    |
| Universitatea Jagiellonă din Cracovia, rectorat la Collegium Novum |

|                                                         |
| Universitatea din Łódź, Facultatea de Management , Łódź |

|                                                   |
| Universitatea din Szczecin, Drept & Administrație |

|                                                      |
| Aula Universității Maria Curie-Skłodowska din Lublin |

|                                                            |
| Universitatea Cazimir cel Mare din Bydgoszcz, Copernicanum |

|                                                           |
| Universitatea Nicolaus Copernicus, Collegium Maius, Toruń |

|                                                |
| Universitatea din Warmia și Mazury din Olsztyn |

|                                               |
| Universitatea din Wrocław clădirea principală |

|                                                       |
| Universitatea din Silezia Facultatea de IT, Sosnowiec |

|                                                       |
| Universitatea din Zielona Góra Campus în Zielona Góra |

|                                                                |
| Universitatea din Gdańsk Facultatea de științe sociale, Gdańsk |

## Universități tehnice
Universitatea din* Universitatea din Bielsko-Biała (Akademia Techniczno-Humanistyczna w Bielsku-Białej, ATH) 
- Universitatea Politehnica din Białystok (Politechnika Białostocka, PB) [20]
- Universitatea Politehnica din Częstochowa (Politechnika Częstochowska, PCz) [21]
- Universitatea Politehnica din Gdańsk (Politechnika Gdańska, PG)  Arhivat în 1 aprilie 2004, la Wayback Machine.
- Universitatea de tehnologie Silezia din Gliwice (Politechnika Śląska w Gliwicach, PŚl or Pol.Śl.)
- Universitatea Politehnica din Kielce (Politechnika Świętokrzyska, PSK)
- Universitatea Politehnica din Koszalin (Politechnika Koszalińska, PK)  Arhivat în 1 februarie 2021, la Wayback Machine.
- Academia de Știință și Tehnologie AGH din Cracovia (Akademia Górniczo-Hutnicza, AGH)  Arhivat în 9 iulie 2007, la Wayback Machine.
- Universitatea Politehnica din Cracovia (Politechnika Krakowska, PK)
- Universitatea Politehnica din Lublin  (Politechnika Lubelska, PL)
- Universitatea Politehnica din Łódź (Politechnika Łódzka, PŁ)  Arhivat în 5 februarie 2007, la Wayback Machine.
- Universitatea Politehnica din Opole (Politechnika Opolska, PO)
- Universitatea Politehnica din Poznań (Politechnika Poznańska, PP)
- Academia Poloneză de Științe  (Polska Akademia Nauk, PAN) [22]
- Universitatea de tehnologie și științe umaniste Kazimierz Pułaski  (Uniwersytet Technologiczno-Humanistyczny im. Kazimierza Pułaskiego w Radomiu, UTH)  Arhivat în 5 martie 2016, la Wayback Machine.
- Universitatea Politehnica din Rzeszów (Politechnika Rzeszowska, PRz)  Arhivat în 2 februarie 2007, la Wayback Machine.
- Universitatea de tehnologie Vest Pomerania (Zachodniopomorski Uniwersytet Technologiczny w Szczecinie, ZUT)  Arhivat în 2 martie 2013, la Wayback Machine.
- Universitatea Politehnica din Varșovia (Politechnika Warszawska, PW)  Arhivat în 1 aprilie 2004, la Wayback Machine.
  - o parte din ea se află în Płock ()
- Universitatea Politehnica din Wrocław (Politechnika Wrocławska, PWr)

## Universități și colegii de medicină
- Universitatea de medicină Jagielloniană (Collegium Medicum Uniwersytetu Jagiellonskiego)  Arhivat în 11 februarie 2004, la Wayback Machine.
- Universitatea de Medicină din Białystok (Uniwersytet Medyczny w Białymstoku)  Arhivat în 14 martie 2012, la Wayback Machine.
- Collegiu Medical în Bydgoszcz al Universității Nicolaus Copernicus din Toruń (Collegium Medicum w Bydgoszczy Uniwersytetu Mikołaja Kopernika w Toruniu)
- Universitatea de Medicină din Gdańsk (Gdański Uniwersytet Medyczny)
- Universitatea Sileziană de Medicină din Katowice (Śląski Uniwersytet Medyczny w Katowicach)  Arhivat în 31 decembrie 2005, la Wayback Machine.
- Universitatea de Medicină din  Lublin (Uniwersytet Medyczny w Lublinie)
- Universitatea de Medicină din  Łódź (Uniwersytet Medyczny w Łodzi)  Arhivat în 12 august 2004, la Wayback Machine.
- Universitatea de Medicină din Poznań (Uniwersytet Medyczny im. Karola Marcinkowskiego w Poznaniu)   Arhivat în 8 februarie 2003, la Wayback Machine.
- Universitatea de Medicină Pomerania in Szczecin (Pomorski Uniwersytet Medyczny w Szczecinie)
- Universitatea de Medicină din Varșovia (Warszawski Uniwersytet Medyczny)  Arhivat în 22 mai 2013, la Wayback Machine.
- Universitatea de Medicină din Wrocław (Uniwersytet Medyczny we Wrocławiu)
- Facultatea de Științe Medicale Warmia și Mazuria]] din Olsztyn (Wydział Nauk Medycznych Uniwersytetu Warmińsko-Mazurskiego w Olsztynie)

## Universități de științe ale naturii
- Universitatea de Tehnologie și Științe ale Naturii din Bydgoszcz ( Uniwersytet Technologiczno-Przyrodniczy w Bydgoszczy,' UTP) [23]
- Universitatea Agricolă din Cracovia ( Uniwersytet rolniczy w Krakowie)  Arhivat în 8 mai 2007, la Wayback Machine.
- Universitatea de Științe ale Naturii din Lublin ( Uniwersytet Przyrodniczy w Lublinie)
- Universitatea de Științe ale Naturii din Poznań ( Uniwersytet Przyrodniczy w Poznaniu)  Arhivat în 28 februarie 2009, la Wayback Machine.
- Universitatea de Științe ale Naturii din Varșovia ( Szkoła Główna Gospodarstwa Wiejskiego)  Arhivat în 26 august 2007, la Wayback Machine.
- Universitatea de Științe ale Naturii din Wrocław ( Uniwersytet Przyrodniczy we Wrocławiu)  Arhivat în 23 iunie 2005, la Wayback Machine.
- Universitatea de Științe ale Naturii și Umaniste din Siedlce în Siedlce ( Uniwersytet Przyrodniczo-Humanistyczny w Siedlcach)
- Universitatea de Tehnologie din Pomerania Occidentală  (Zachodniopomorski Uniwersytet Technologiczny w Szczecinie)"

## Universități de economie
- Universitatea de Științe Economice din Katowice ( Uniwersytet Ekonomiczny w Katowicach)  Arhivat în 19 mai 2013, la Wayback Machine.
- Universitatea de Economie din Cracovia ( Uniwersytet Ekonomiczny w Krakowie)
- Universitatea de Economie din Poznań ( Uniwersytet Ekonomiczny w Poznaniu)
- Universitatea de Economie din Wrocław ( Uniwersytet Ekonomiczny we Wrocławiu) 
  - din care o parte se află în Jelenia Góra
- Universitatea de Economie din Varșovia ( Szkoła Główna Handlowa,' SGH)

## Academii de muzică
- Academia de Muzica din Bydgoszcz ( Akademia Muzyczna w Bydgoszczy)
- Academia de Muzică Stanisław Moniuszko din Gdańsk ( Akademia Muzyczna im. Stanisława Moniuszki w GDANSKU)
- Universitatea de Muzică din Katowice ( Akademia Muzyczna w Katowicach)
- Academia de Muzică din Cracovia ( Akademia Muzyczna w Krakowie)
- Academia de Muzică din Łódź ( Akademia Muzyczna Grażyny i Kiejstuta Bacewiczów w Lodzi im.) [24]
- Academia de Muzică din Poznań ( Akademia Muzyczna w Poznaniu)  Arhivat în 11 februarie 2008, la Wayback Machine.
- Academia de Muzică Fryderyk Chopin din Varșovia ( Akademia Muzyczna im. Fryderyka Chopina w Warszawie)
- Universitatea de Muzică Karol Lipiński din Wrocław ( Akademia Muzyczna Karola Lipinskiego im. We Wrocławiu)

## Academii de teatru și film
- Academia de teatru Aleksander Zelwerowicz Varșovia
- Academia de arte dramatice Ludwik Solski
- Școala Națională de filme din Łódź

## Academii de arte frumoase
- Academia de Arte Frumoase Jan Matejko
- Academia de Arte Frumoase din Varșovia
- Academia de Arte Frumoase din Szczecin
- Academia de Arte Frumoase Eugeniusz Geppert
- Academia de Arte Frumoase din Poznań

## Academii teologice
- Academiei Pontificală de Teologie ( Papieska Akademia Teologiczna w Krakowie)  Arhivat în 22 aprilie 2007, la Wayback Machine.
- Universitatea Catolică Ioan Paul al II-lea din Lublin (Katolicki Uniwersytet Lubelski Jana Pawła II, KUL)

## Academii militare și navale
- Universitatea Maritimă din Gdynia ( Akademia Morska w Gdyni)  Arhivat în 15 mai 2013, la Wayback Machine.
- Academia Navală Poloneză ( Akademia Marynarki Wojennej w Gdyni)  Arhivat în 6 februarie 2010, la Wayback Machine.
- Universitatea Maritimă din Szczecin ( Akademia Morska w Szczecinie)